# Juan Ignacio Saborido
Juan Ignacio Saborido (La Plata, 25 aprile 1998) è un calciatore argentino, difensore della Platense.

## Caratteristiche tecniche
Gioca come terzino destro.

## Carriera
Saborido è cresciuto nel settore giovanile del Villa San Carlos con cui ha debuttato il 6 ottobre 2019 nell'incontro di Primera B Metropolitana perso 1-0 contro il Talleres (RdE). Ha segnato il suo primo gol il 22 febbraio 2020 contro il Colegiales.
Nel 2023 si è trasferito in Paraguay al General Caballero con cui ha trascorso una stagione da titolare giocando 38 incontri di campionato. L'anno seguente ha fatto rientro in Argentina al Platense.

## Statistiche

### Presenze e reti nei club
Statistiche aggiornate al 13 luglio 2025.
| Stagione                | Squadra                 | Campionato              | Campionato | Campionato | Coppe nazionali | Coppe nazionali | Coppe nazionali | Coppe continentali | Coppe continentali | Coppe continentali | Altre coppe | Altre coppe | Altre coppe | Totale | Totale | Totale |
| Stagione                | Squadra                 | Comp                    | Pres       | Reti       | Comp            | Pres            | Reti            | Comp               | Pres               | Reti               | Comp        | Pres        | Reti        | Pres   | Reti   |        |
| ----------------------- | ----------------------- | ----------------------- | ---------- | ---------- | --------------- | --------------- | --------------- | ------------------ | ------------------ | ------------------ | ----------- | ----------- | ----------- | ------ | ------ | ------ |
| 2019-2020               | Villa San Carlos        | PBM                     | 18         | 1          | CA              | 3               | 0               | -                  | -                  | -                  | -           | -           | -           | 21     | 1      |        |
| 2021                    | Villa San Carlos        | PBM                     | 32         | 0          | CA              | 0               | 0               | -                  | -                  | -                  | -           | -           | -           | 32     | 0      |        |
| 2022                    | Villa San Carlos        | PBM                     | 36         | 2          | CA              | 0               | 0               | -                  | -                  | -                  | -           | -           | -           | 36     | 2      |        |
| Totale Villa San Carlos | Totale Villa San Carlos | Totale Villa San Carlos | 86         | 3          |                 | 3               | 0               |                    | -                  | -                  |             | -           | -           | 89     | 3      |        |
| 2023                    | General Caballero       | PD                      | 38         | 2          | CP              | 1               | 0               | CS                 | 0                  | 0                  | -           | -           | -           | 39     | 2      |        |
| 2024                    | Platense                | PD                      | 13         | 0          | CA+CdL          | 2+10            | 0+1             | -                  | -                  | -                  | -           | -           | -           | 25     | 1      |        |
| 2025                    | Platense                | PD                      | 18         | 0          | CA              | 1               | 0               | -                  | -                  | -                  | -           | -           | -           | 19     | 0      |        |
| Totale Platense         | Totale Platense         | Totale Platense         | 31         | 0          |                 | 13              | 1               |                    | -                  | -                  |             | -           | -           | 44     | 1      |        |
| Totale carriera         | Totale carriera         | Totale carriera         | 155        | 5          |                 | 17              | 1               |                    | 0                  | 0                  |             | -           | -           | 172    | 6      |        |

## Palmarès

### Club

#### Competizioni nazionali
- Campionato argentino: 1

Platense: 2025 (Apertura)